# Voltlage
Voltlage là một đô thị của huyện Osnabrück, bang Niedersachsen, Đức. Đô thị này có diện tích 42,35 km².